# Shawn Johnson (piłkarz)
Shawn Johnson Edwards (ur. 28 lutego 2003 w San José) – kostarykański piłkarz występujący na pozycji prawego obrońcy, od 2024 roku zawodnik Herediano.